# Louis Bernard de Saint-Affrique
Pour les articles homonymes, voir Affrique et Bernard.
Louis Bernard, dit Bernard de Saint-Affrique, né le 1er juillet 1745 à Valleraugue (province du Languedoc, actuel département du Gard), mort le 3 pluviôse an VII (le 22 janvier 1799) à Saint-Affrique (département de l'Aveyron), est un homme politique de la Révolution française. 

## Biographie
Louis Bernard est le fils de Jacques Bernard et de Marguerite Fesque. Il adopte le pseudonyme « Saint-Affrique » et se forme au séminaire de Lausanne de septembre 1766 à juillet 1768, puis il est consacré pasteur en Basses-Cévennes le 20 septembre 1768. En 1770, il épouse Madame Mathieu née Jeanne de Barrau de Muratel (1742-1827). Il exerce son ministère dans la commune de Saint-Affrique et en Rouergue, puis abjure après 1792.
La monarchie constitutionnelle mise en place par la constitution du 3 septembre 1791 prend fin à l'issue de la journée du 10 août 1792 : les bataillons de fédérés bretons et marseillais et les insurgés des faubourgs de Paris prennent le palais des Tuileries. Louis XVI est suspendu et incarcéré, avec sa famille, à la tour du Temple, avec sa famille. 
En septembre 1792, Louis Bernard est élu député de l'Aveyron, le quatrième sur neuf, à la Convention nationale. Il y est surnommé « Bernard de Saint-Affrique » pour être différencié de ses trois collègues homonymes : 
- André-Antoine Bernard dit « Bernard de Saintes » (député de la Charente-Inférieure) ;
- Claude Bernard dit « Bernard des Sablons » (député de Seine-et-Marne) ;
- Marc-Antoine Bernard (député des Bouches-du-Rhône).

Il siège sur les bancs de la Plaine. Lors du procès de Louis XVI, il rejette l'appel au peuple mais vote en faveur du sursis à l'exécution de la peine, et répond au troisième appel nominal, relatif à la peine à infliger au roi :
La détention dans un lieu sûr , jusqu'à ce que l'assemblée juge le bannissement convenable.
Le 13 avril 1793, il vote en faveur de la mise en accusation de Jean-Paul Marat. Celui-ci le dénonce, le 9 mai, dans son journal, comme « membre de la faction des hommes d’État ». Le 28 mai, il vote en faveur du rétablissement de la Commission des Douze. 
Le 8 ventôse an III, le marquis de Sade, ruiné, s'adresse à lui pour « obtenir une place quelconque; on ne doit pas douter, écrivait-il, que les effets de ma reconnaissance n’animent alors dans mon cœur le foyer de toutes les vertus qui caractérisent un républicain. ». Bernard de Saint-Affrique apostilla bravement la lettre en ces termes : « J'appuie avec une entière confiance la réclamation du citoyen Sade », et le « citoyen Sade » est nommé secrétaire de la section de la place Vendôme.
En brumaire an IV (octobre 1795), Louis Bernard est réélu député et siège au Conseil des Anciens. Il en est élu président le 1er messidor an VI (le 19 juin 1797) et ses secrétaires sont Charles-Pierre Claret de Fleurieu, Pierre Giraud du Plessis, Jean-Baptiste Lomont et Gilles Porcher. Il est tiré au sort pour quitter le Conseil en prairial an VI (mai 1798). Il meurt un an après son retrait de la vie publique. 

## Descendants
Louis Bernard a pour fils Pierre Louis Bernard, intendant militaire de la garde du roi de Naples en 1806, inspecteur aux revues en 1815, chevalier de la Légion d'honneur et de Saint-Louis, autorisé le 24 février 1819 à ajouter à son nom celui de Saint-Affrique. Il est anobli le 27 octobre 1819, et fait baron de Saint-Affrique le 23 mars 1821 avec institution d'un majorat.
Il est l'ancêtre de Lorrain Bernard de Saint-Affrique, dit Lorrain de Saint Affrique, et d'Antoine Bernard de Saint-Affrique[réf. nécessaire].